# Kyle Shanahan
Kyle Michael Shanahan (Minneapolis, 14 dicembre 1979) è un allenatore di football americano statunitense che svolge il ruolo di capo-allenatore dei San Francisco 49ers della National Football League (NFL).

## Carriera

### Assistente allenatore
Figlio dell'ex allenatore della NFL Mike Shanahan, Kyle Shanahan iniziò la carriera da allenatore con i Tampa Bay Buccaneers, occupandosi del controllo qualità dell'attacco nel 2004 e 2005. Nel 2006 passò agli Houston Texans dove allenò i wide receiver e i quarterback, finché nel 2008, all'età di 28 anni, fu promosso come il più giovane coordinatore offensivo della storia. Dal 2010 al 2013 svolse lo stesso ruolo per i Washington Redkins, allenati dal padre. Nel 2014 fu il coordinatore offensivo dei Cleveland Browns, da cui si dimise dopo una sola stagione non concordando sulla impiego del quarterback Johnny Manziel come titolare.

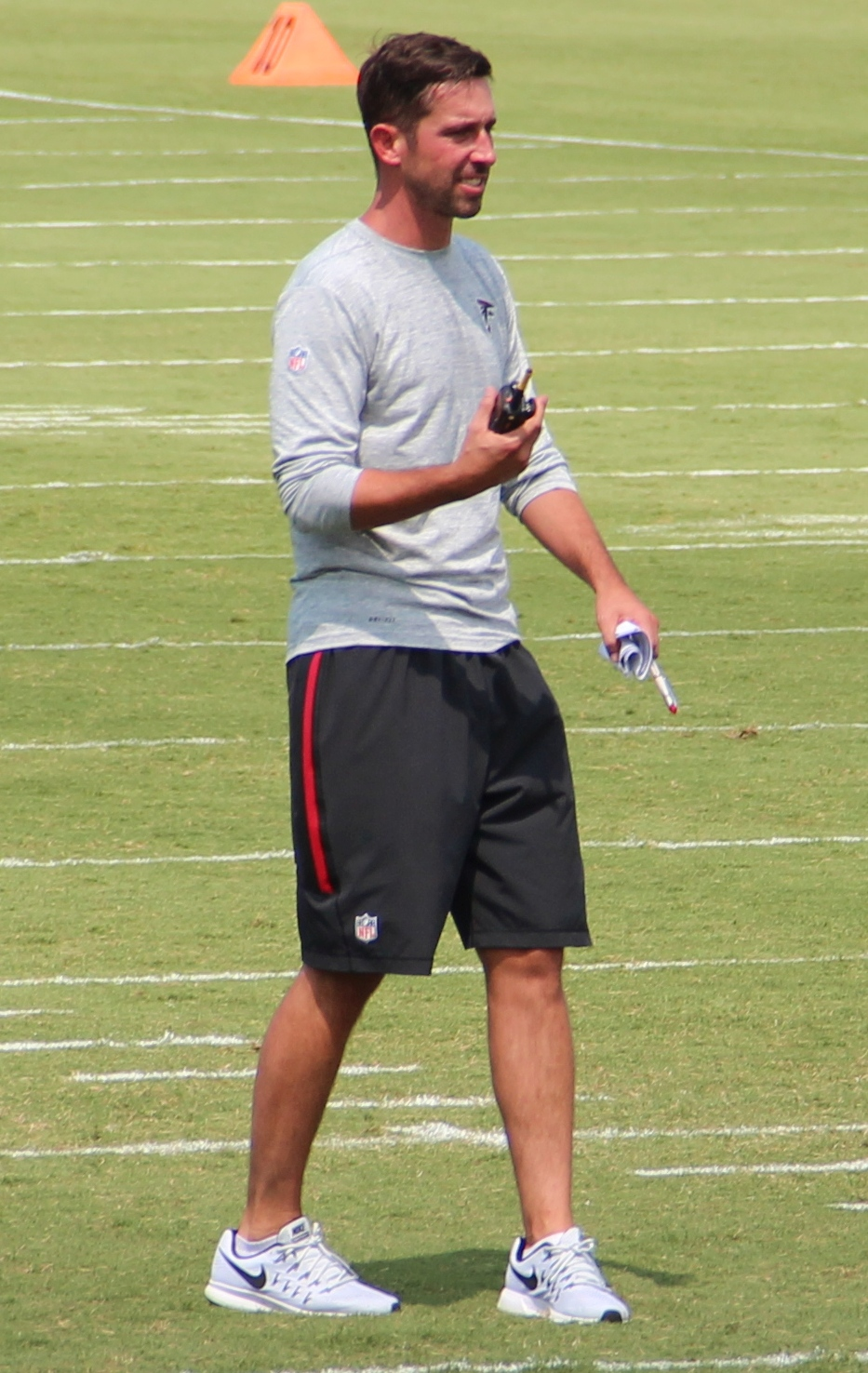
Shanahan nel 2016 con i Falcons

Nel 2015 divenne coordinatore offensivo degli Atlanta Falcons e l'anno seguente guidò la squadra ad avere il miglior attacco della lega per punti segnati, giungendo fino al Super Bowl LI dove furono sconfitti dai New England Patriots malgrado un vantaggio di 28-3 nel terzo quarto. A fine stagione fu premiato come miglior assistente allenatore dell'anno.

### San Francisco 49ers
Il 6 febbraio 2017, giorno successivo alla sconfitta nel Super Bowl, Shanahan fu nominato capo-allenatore dei San Francisco 49ers.

#### Stagione 2017
Nel suo primo anno con i 49ers,  in cui fece esordire il quarterback Jimmy Garoppolo, dopo una partenza con un record 0-9 chiuse la stagione con 5 vittorie di fila terminando con il record 6-10.

#### Stagione 2018
La stagione 2018 fu compromessa dall'infortunio di Garoppolo nella gara della settimana 3 con la squadra, guidata dal quarterback di riserva C.J. Beathard, che terminò con il record 4-12.

#### Stagione 2019

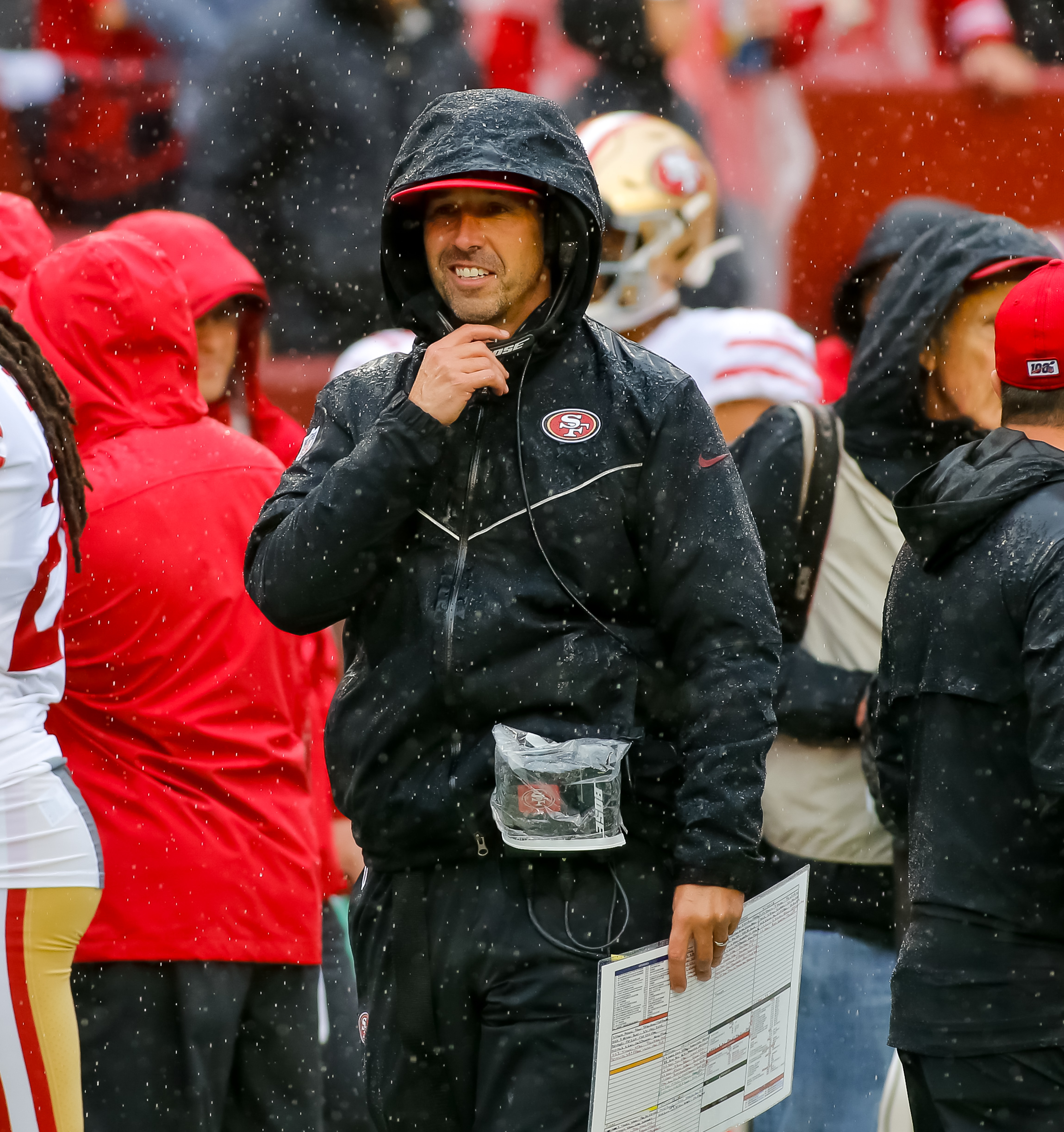
Shanahan nel 2019

Nella stagione 2019 i 49ers vinsero le prime 8 partite per chiudere poi la stagione regolare con il record 13-3 che gli fece vincere il titolo di conference della NFC West e qualificarsi ai play-off con il seed 1. Nella post-season i 49ers si laurearono campioni della NFC battendo i Green Bay Packers nell'NFC Championshop Game ma furono poi sconfitti dai Kansas City Chiefs nel Super Bowl LIV.

#### Stagione 2020
Nel 2020 Shanahan firmò un prolungamento contrattuale di sei anni con i 49ers. Sul campo la squadra fu limitata da svariati infortuni terminando la stagione con il record 6-10 e non qualificandosi ai play-off.

#### Stagione 2021
L'anno successivo i 49ers, arrivati a metà stagione con il record 3-5, vinsero 7 delle ultime 9 gare, chiudendo con il record 10-7 e qualificandosi alla post-season come wild card venendo sconfitti nell'NFC Championship Game dai Los Angeles Rams che andranno poi a vincere il Super Bowl LVI.

#### Stagione 2022
Nella stagione 2022 Shanahan portò i 49ers a vincere la NFC West con un record 13–4, qualificandosi ai play-off con il seed 2. Tale risultato fu ottenuto malgrado gli infortuni di Trey Lance e Jimmy Garappolo grazie alle prestazioni del quarterback rookie Brock Purdy che giocò titolare le ultime cinque gare della stagione regolare. Nella post-season i 49ers arrivarono per il secondo anno di fila all'NFC Championship Game, dove furono nuovamente sconfitti, questa volta dai Philadelphia Eagles per 31-7, in una partita in cui prima Purdy e poi il quarterback di riserva Josh Johnson si infortunarono, con Purdy che concluse la partita malgrado fosse impossibilitato a giocare.

## Record come capo allenatore
| Squadra | Anno   | Stagione regolare | Stagione regolare | Stagione regolare | Stagione regolare | Stagione regolare | Playoff | Playoff | Playoff                                                     |
| Squadra | Anno   | Vinte             | Perse             | Pari              | %                 | Posizione         | Vinte   | Perse   | Risultato                                                   |
| ------- | ------ | ----------------- | ----------------- | ----------------- | ----------------- | ----------------- | ------- | ------- | ----------------------------------------------------------- |
| SF      | 2017   | 6                 | 10                | 0                 | .375              | 4° nella NFC West | -       | -       | -                                                           |
| SF      | 2018   | 4                 | 12                | 0                 | .250              | 3° nella NFC West | -       | -       | -                                                           |
| SF      | 2019   | 13                | 3                 | 0                 | .813              | 1° nella NFC West | 2       | 1       | Perse il Super Bowl LIV contro i Kansas City Chiefs         |
| SF      | 2020   | 6                 | 10                | 0                 | .375              | 4° nella NFC West | -       | -       | -                                                           |
| SF      | 2021   | 10                | 7                 | 0                 | .588              | 3° nella NFC West | 2       | 1       | Uscì all'NFC Championship Game contro i Los Angeles Rams    |
| SF      | 2022   | 13                | 4                 | 0                 | .765              | 1° nella NFC West | 2       | 1       | Uscì all'NFC Championship Game contro i Philadelphia Eagles |
| SF      | 2023   | 12                | 5                 | 0                 | .706              | 1° nella NFC West | 2       | 1       | Perse il Super Bowl LVIII contro i Kansas City Chiefs       |
| SF      | 2024   | 0                 | 0                 | 0                 | .000              | in corso          | -       | -       | -                                                           |
| Totale  | Totale | 64                | 51                | 0                 | .557              |                   | 8       | 4       |                                                             |

## Palmarès

### Franchigia
- National Football Conference Championship: 2

San Francisco 49ers: 2019, 2023

### Individuale
- Assistente allenatore dell'anno: 1

2017